# Hyundai Tucson

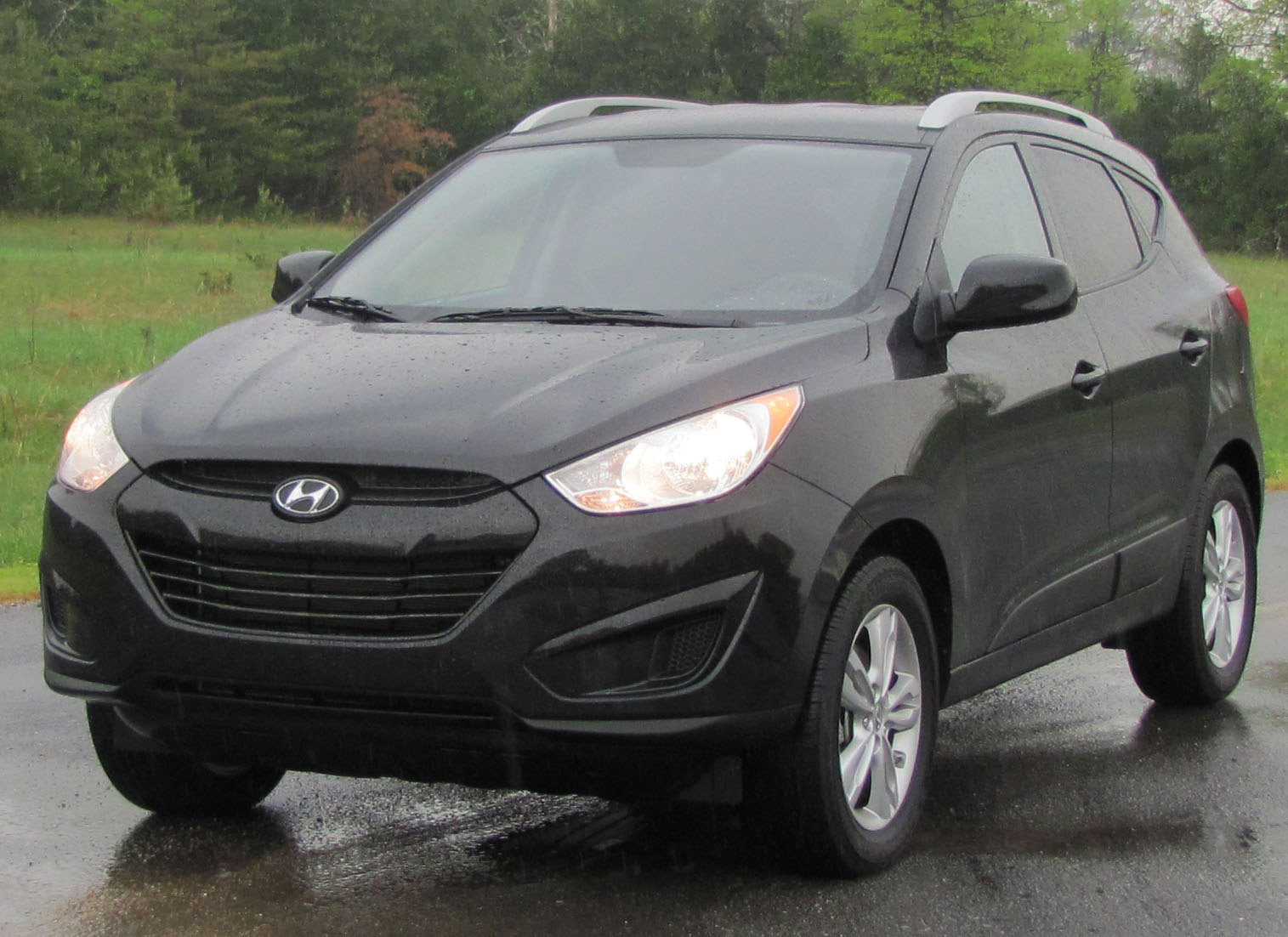
A Hyundai Tucson

A Hyundai Tucson (현대 투싼) a SUV (Sport Utility Vehicle, azaz sport- és szabadidő-autó) kategóriába tartozik. Az autó az Arizonai kisvárosról, Tucsonról lett elnevezve. Négykerék meghajtással működik, de a gazdaságosabb fogyasztás érdekében száraz utakon elsőkerék-hajtásúra vált. A beépített technika lehetővé teszi, hogy rossz terepviszonyok esetén 50-50 százalékban lehessen elosztani a nyomatékot az első és a hátsó tengely között.

## Típusok
| Motor    | Lökettérfogat (cm³) | Legnagyobb sebesség (km/h) | Sajáttömeg (min/max) | Gyorsulás (mp, 0--> 100 km/h) | Kerékfelfüggesztés elöl | Kerékfelfüggesztés hátul |
| -------- | ------------------- | -------------------------- | -------------------- | ----------------------------- | ----------------------- | ------------------------ |
| 2.0 DOHC | 1975                | 180                        | 1542/1628            | 13,1                          | MacPherson típusú       | Többlengőkaros           |
| 2.0 CRDi | 1991                | 177                        | 1685/1773            | 12,0                          | MacPherson típusú       | Többlengőkaros           |